# Jacques-Paul Martin
Jacques-Paul Martin (Amiens, 26 agosto 1908 – Città del Vaticano, 27 settembre 1992) è stato un cardinale e arcivescovo cattolico francese.

## Biografia
Nacque ad Amiens il 26 agosto 1908.
Il 14 ottobre 1934 fu ordinato presbitero per la diocesi di Nizza.
Fu officiale della Segreteria di Stato della Santa Sede e canonico della basilica di San Pietro in Vaticano.

### Ministero episcopale e cardinalato
Il 5 gennaio 1964 papa Paolo VI lo nominò vescovo titolare di Neapoli di Palestina.
L'11 febbraio dello stesso anno ricevette la consacrazione episcopale dal cardinale Paolo Marella, arciprete della basilica di San Pietro in Vaticano, co-consacranti Angelo Dell'Acqua (poi cardinale), arcivescovo titolare di Calcedonia, sostituto della Segreteria di Stato, e Paul-Pierre Philippe, O.P, arcivescovo titolare di Eracleopoli Maggiore, segretario della Congregazione per i religiosi.
Il 9 aprile 1969 papa Paolo VI lo nominò prefetto della casa pontificia, mentre papa Giovanni Paolo II il 18 dicembre 1986, al momento del suo ritiro per raggiunti limiti d'età, lo promosse arcivescovo, sempre con il titolo di Neapoli di Palestina.
Lo stesso papa lo creò cardinale nel concistoro del 28 giugno 1988 assegnandogli la diaconia del Sacro Cuore di Cristo Re.
Morì il 27 settembre 1992 e venne sepolto inizialmente nella tomba del Capitolo Vaticano al cimitero del Verano a Roma. Il 2 dicembre 1997 il suo corpo è stato trasferito nella cappella della riconciliazione della basilica del Sacro Cuore di Cristo Re a Roma.

## Genealogia episcopale
La genealogia episcopale è:
- Cardinale Scipione Rebiba
- Cardinale Giulio Antonio Santori
- Cardinale Girolamo Bernerio, O.P.
- Arcivescovo Galeazzo Sanvitale
- Cardinale Ludovico Ludovisi
- Cardinale Luigi Caetani
- Cardinale Ulderico Carpegna
- Cardinale Paluzzo Paluzzi Altieri degli Albertoni
- Papa Benedetto XIII
- Papa Benedetto XIV
- Papa Clemente XIII
- Cardinale Marcantonio Colonna
- Cardinale Giacinto Sigismondo Gerdil, B.
- Cardinale Giulio Maria della Somaglia
- Cardinale Carlo Odescalchi, S.I.
- Cardinale Costantino Patrizi Naro
- Cardinale Serafino Vannutelli
- Cardinale Domenico Serafini, Cong. Subl. O.S.B.
- Cardinale Pietro Fumasoni Biondi
- Cardinale Paolo Marella
- Cardinale Jacques-Paul Martin